# Arvid Thorberg

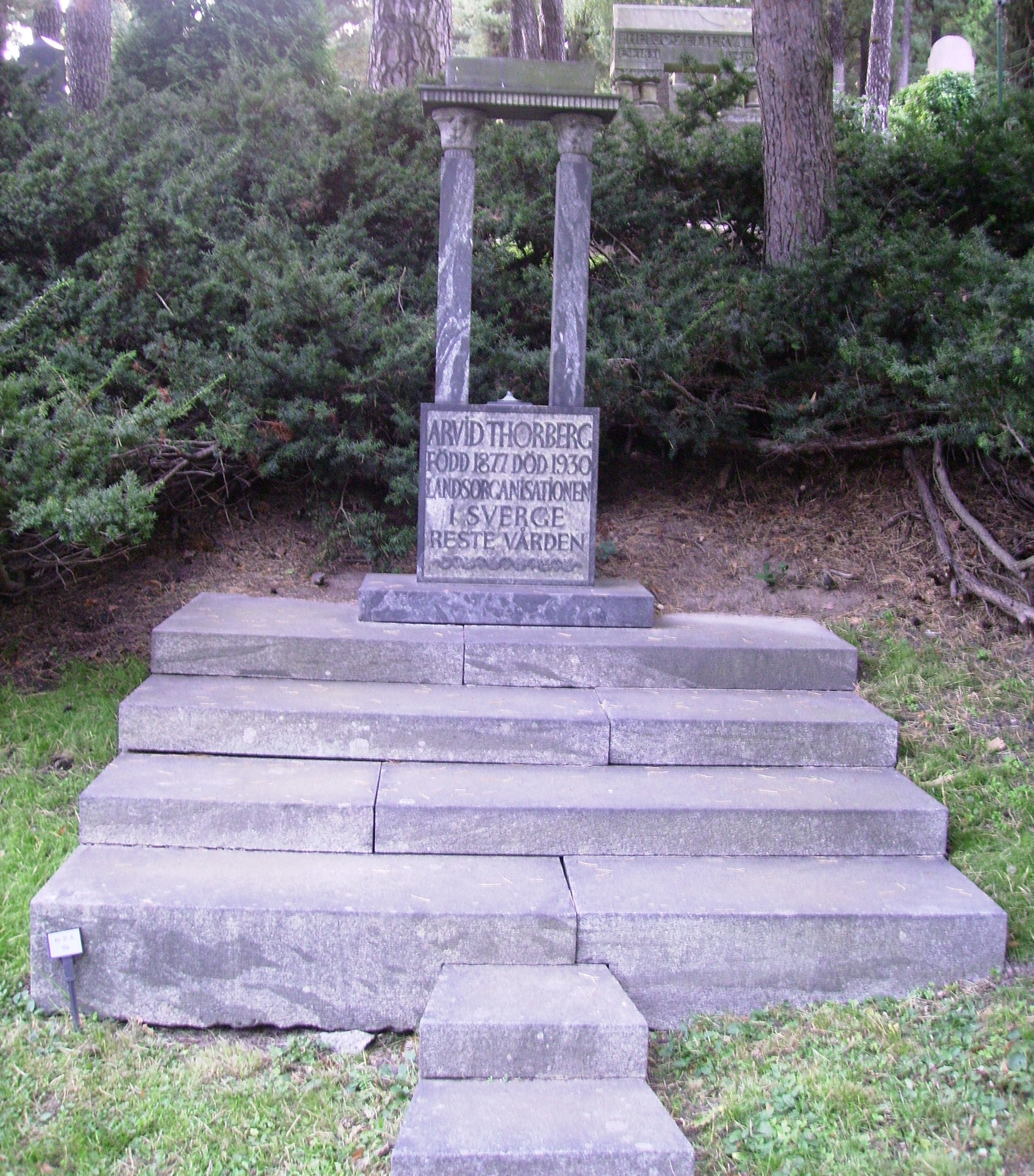
Arvid Thorbergs gravvård på Norra begravningsplatsen.

Johan Arvid Justinus Thorberg, född 13 april 1877 i Kärnbo socken i Södermanland, död 9 april 1930 i Stockholm, var en svensk fackföreningsman och socialdemokratisk politiker, bland annat riksdagsledamot i första kammaren 1922–1930. Han var Landsorganisationens (LO) tredje ordförande, 1920–1930.

## Biografi
Efter folkskolan sattes Arvid Thorberg som 14-åring i snickarlära i Mariefred. Han flyttade till Stockholm som 19-åring och anslöt sig till fackföreningen Stockholms byggnadssnickareförening. Efter ett års medlemskap blev han dess sekreterare och redan 1904 förtroendeman i Svenska träarbetareförbundet. När Landsorganisationen (LO) sökte sin förste heltidsanställde sekreterare 1908 utsågs Thorberg och han efterträdde 1920 Herman Lindqvist som LO:s ordförande och innehade posten till sin död 1930.
Thorberg var ledamot av riksdagens första kammare från 1922 och invald i Stockholms stads valkrets. Han var sedan 1922 ledamot av utrikesnämnden och av andra lagutskottet. I riksdagen intresserade han sig mest för socialpolitiska arbetarfrågor. Från 1919 tillhörde han stadsfullmäktige i Stockholm. Han var fullmäktiges 2:e vice ordförande från 1927 till sin död 1930. Sedan 1890-talet medlem av Socialdemokratiska arbetarepartiet, valdes Thorberg till ledamot av dess partistyrelses verkställande utskott på kongressen 1920. Sedan 1920 tillhörde Thorberg Internationella arbetsbyråns styrelse. Som ombud för Sveriges regering deltog han i de internationella arbetskonferenserna 1920, 1922, 1923 och 1925. 
Thorberg var 1922–1923 av Internationella arbetsbyrån utsedd medlem i Nationernas förbunds blandade tillfälliga kommission för avrustning. Han deltog även i ett flertal skandinaviska och internationella fackliga arbetarkongresser och var suppleant för de skandinaviska arbetarna i den fackliga Amsterdaminternationalens representantskap. Thorberg intog en bemärkt ställning bland socialdemokratiska politiker i Sverige och var de fackligt organiserade arbetarnas främste representant vid tid efter annan förekommande landsomfattande avtalsförhandlingar. Han tillhörde som arbetarrepresentant även Centrala skiljenämnden.